# Mohamed Hamidi (réalisateur)
Pour les articles homonymes, voir Mohamed Hamidi et Hamidi.
Mohamed Hamidi, né le 14 novembre 1972 à Bondy en Seine-Saint-Denis, est un metteur en scène, scénariste et réalisateur franco-algérien.

## Biographie
Entre 1997 et 2008, Mohamed Hamidi est enseignant à l'université Paris-XIII à Bobigny. 
Agrégé d'économie-gestion, il participe à la fondation de l'association Alter-Egaux qui aide les jeunes des quartiers dans leur orientation : « Mon parcours leur prouve que les études ne leur sont pas interdites »[réf. nécessaire].  
Cofondateur du Bondy Blog, Mohamed Hamidi en a été le rédacteur en chef de 2006 à 2007. Ce média en ligne ouvert en 2005 (pendant les émeutes des banlieues qui ont secoué la France) remporte un succès immédiat : « L'idée était de donner un moyen d'expression aux jeunes. Plusieurs gamins passés par le Bondy Blog ont intégré aujourd'hui des rédactions. »[réf. nécessaire]
Il collabore souvent avec Jamel Debbouze, Malik Bentalha, Fatsa Bouyahmed et Abdelkader Secteur.
Il est le directeur artistique du Marrakech du rire et écrit de nombreux sketchs pour des humoristes.
Après La Vache en 2016, il réalise le film Jusqu'ici tout va bien sorti en 2019, puis prépare un film sur le football féminin dont la sortie est prévue en 2020.
Mohamed Hamidi est le frère cadet du scénariste Ahmed Hamidi qui fut auteur pour Les Guignols de l'info de 2000 à décembre 2008 sur Canal Plus. Il est aussi apparenté à William Hamidi cofondateur de la société de production Solidaris[réf. nécessaire].
Lors du festival du film britannique de Dinard 2021 il est membre du jury présidé par Bérénice Bejo.

## Filmographie

### Réalisateur-scénariste
- 2013 : Né quelque part
- 2016 : La Vache
- 2019 : Jusqu'ici tout va bien
- 2020 : Une belle équipe
- 2022 : Citoyen d'honneur

### Scénariste
- 2013 : La Marche de Nabil Ben Yadir (collaboration à l'écriture)

## Théâtre
- 2011 : Tout sur Jamel de Jamel Debbouze (écriture)
- 2014 : Malik se la raconte de Malik Bentalha (mise en scène)

## Distinctions
Le film La Vache remporte trois prix au festival international du film de comédie de l'Alpe d'Huez 2016 : le Grand prix, le prix du public et le prix d'interprétation pour Fatsah Bouyahmed (l'acteur y tient le haut de l'affiche en compagnie de Jamel Debouzze et de Lambert Wilson).